# Понторсон (кантон)
Понторсон (фр. Pontorson) — кантон во Франции, находится в регионе Нормандия, департамент Манш. Входит в состав округа Авранш.

## История
До 2015 года в состав кантона входили коммуны Бовуар, Вессе, Масе, Мон-Сен-Мишель, Осе-ла-Плен, Понторсон, Сасе, Сервон, Тани и Юин-сюр-Мер.
В результате реформы 2015 года  состав кантона был изменен. В его состав вошли коммуна Сент-Овен, две коммуны кантона Авранш и одиннадцать коммун упраздненного кантона Дюсе.
С 1 января 2016 года состав кантона изменился: коммуны Дюсе и Ле-Шери образовали новую коммуну Дюсе-ле-Шери; коммуны  Масе и Вессе вошли в состав коммуны Понторсон.

## Состав кантона с 1 января 2016 года
В состав кантона входят коммуны (население по данным Национального института статистики за 2018 г.):
- Бовуар (428 чел.)
- Дюсе-ле-Шери (2 792 чел.)
- Жуйе (640 чел.)
- Кроллон (300 чел.)
- Куртиль (230 чел.)
- Ле-Валь-Сен-Пер (2 007 чел.)
- Ле-Мениль-Озен (270 чел.)
- Марсийи (325 чел.)
- Мон-Сен-Мишель (30 чел.)
- Осе-ла-Плен (423 чел.)
- Понтобо (562 чел.)
- Понторсон (4 330 чел.)
- Пресе (567 чел.)
- Пуалле (916 чел.)
- Сасе (516 чел.)
- Сен-Кантен-сюр-ле-Ом (1 320 чел.)
- Сент-Овен (768 чел.)
- Сео (415 чел.)
- Сервон (275 чел.)
- Тани (290 чел.)
- Юин-сюр-Мер (178 чел.)

## Политика
На президентских выборах 2022 г. жители кантона отдали в 1-м туре Эмманюэлю Макрону 32,3 % голосов против 25,5 % у Марин Ле Пен и 15,6 % у Жана-Люка Меланшона; во 2-м туре в кантоне победил Макрон, получивший 58,3 % голосов. (2017 год. 1 тур: Франсуа Фийон – 23,2 %, Эмманюэль Макрон – 23,0 %, Марин Ле Пен – 21,8 %, Жан-Люк Меланшон – 16,1 %; 2 тур: Макрон – 65,4 %. 2012 год. 1 тур: Николя Саркози — 31,1 %, Франсуа Олланд — 22,8 %, Марин Ле Пен — 17,7 %; 2 тур: Саркози — 54,4 %).
С 2015 года кантон в Совете департамента Манш представляют бывший мэр коммуны  Понторсон Андре Дено (André Denot) и вице-мэр коммуны Сен-Кантен-сюр-ле-Ом Валери Нувель (Valérie Nouvel) (оба - Разные правые).
|                | Кандидаты                            | Партия                   | Первый тур | Первый тур     | Второй тур | Второй тур |
| Кол-во голосов | Кандидаты                            | Партия                   | % голосов  | Кол-во голосов | % голосов  |            |
| -------------- | ------------------------------------ | ------------------------ | ---------- | -------------- | ---------- | ---------- |
|                | Андре Дено Валери Нувель             | Разные правые            | 2 285      | 56,74          | 2 661      | 72,19      |
|                | Эрван Саладен Элиз Юссон             | Коммунистическая партия  | 875        | 21,73          | 1 025      | 27,81      |
|                | Мари-Франсуаза Кюрдзьель Дени Фламан | Национальное объединение | 867        | 21,53          |            |            |

|                | Кандидаты                            | Партия                    | Первый тур | Первый тур     | Второй тур | Второй тур |
| Кол-во голосов | Кандидаты                            | Партия                    | % голосов  | Кол-во голосов | % голосов  |            |
| -------------- | ------------------------------------ | ------------------------- | ---------- | -------------- | ---------- | ---------- |
|                | Андре Дено Валери Нувель             | Разные правые             | 2 603      | 42,32          | 4 336      | 69,64      |
|                | Мари-Франсуаза Кюрдзьель Мишель Мень | Национальный фронт        | 1 660      | 26,99          | 1 890      | 30,36      |
|                | Жак Громеллон Даниэль Ренар          | Союз за народное движение | 1 156      | 18,79          |            |            |
|                | Анн-Мари Лемуань Эрван Саладен       | Левый фронт               | 732        | 11,90          |            |            |